# Architektur der DDR (Zeitschrift)
Architektur der DDR, von 1952 bis 1974 Deutsche Architektur, war eine Zeitschrift in der Deutschen Demokratischen Republik über Architektur und verwandte Gebiete sowie Architekturgeschichte, über das Bauwesen, Städtebau und Bautechnologie. Neben Themen aus der Architektur in der Deutschen Demokratischen Republik wurden auch Themen aus anderen Staaten und aus der Zeit vor der DDR abgehandelt.
Die in Ost-Berlin im Jahr 1951 gegründete Deutsche Bauakademie richtete sie 1952 als offizielle Bauzeitschrift ein. Herausgeber war neben der Bauakademie auch der Bund Deutscher Architekten. Im Titel der Zeitschrift trat 1974, wie beinahe überall, anstelle von deutsch die Bezeichnung DDR. Die Zeitschrift erschien zunächst im Henschel-Verlag in Berlin, später bis zur Einstellung im Jahr 1990 im VEB Verlag für Bauwesen.
Nachfolgerin war die Zeitschrift Architektur, die von 1990 bis 1991 im Verlag für Bauwesen in Berlin erschien.